# Brestowica (obwód Płowdiw)
Brestowica (bułg. Брестовица) – wieś w południowej Bułgarii, w obwodzie Płowdiw, w gminie Rodopi.
Wieś położona jest u podnóża Rodopów.

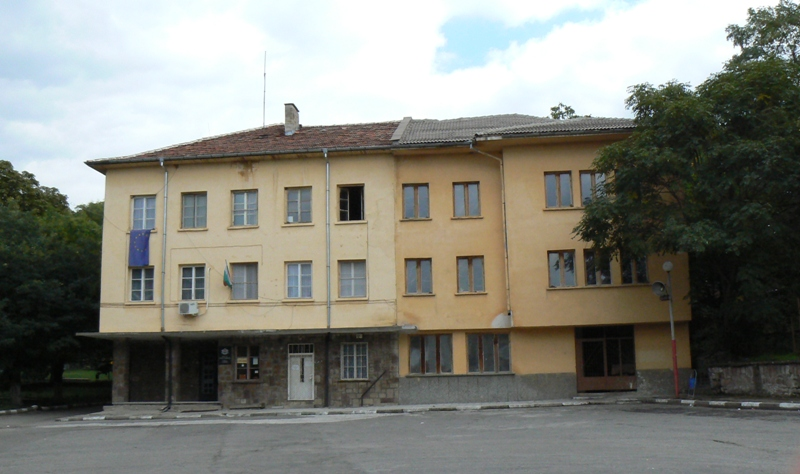
Kmetstwo
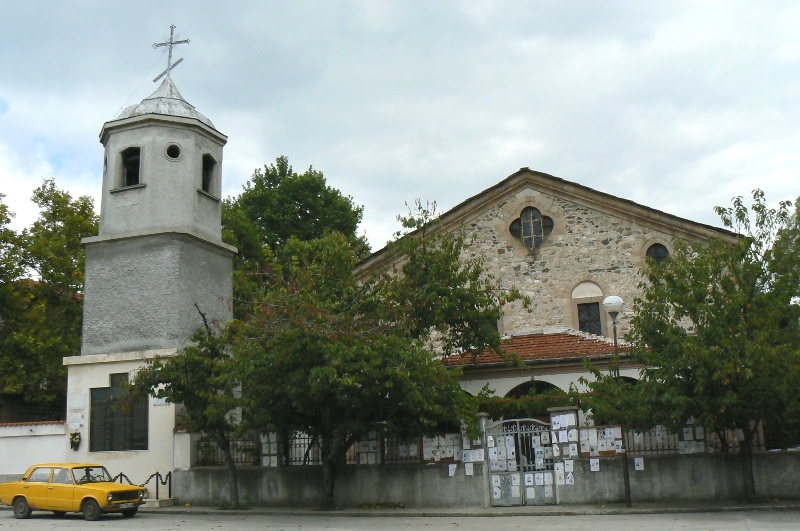
Cerkiew pw Sweti Todor Tiron
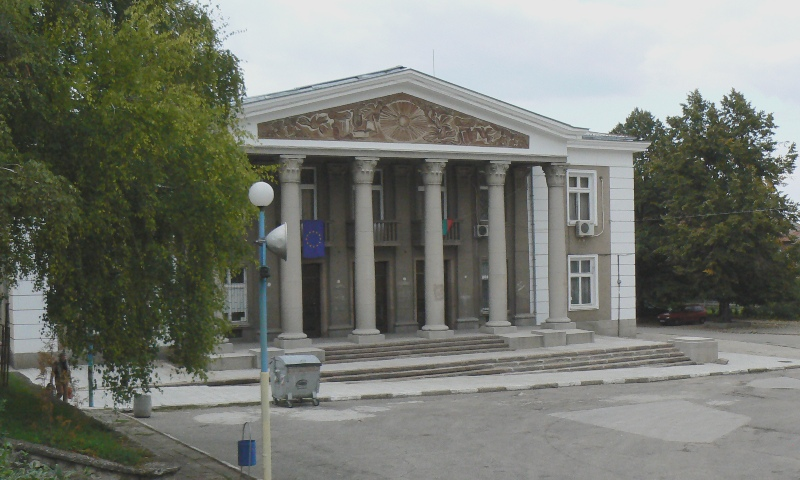
Dom kultury
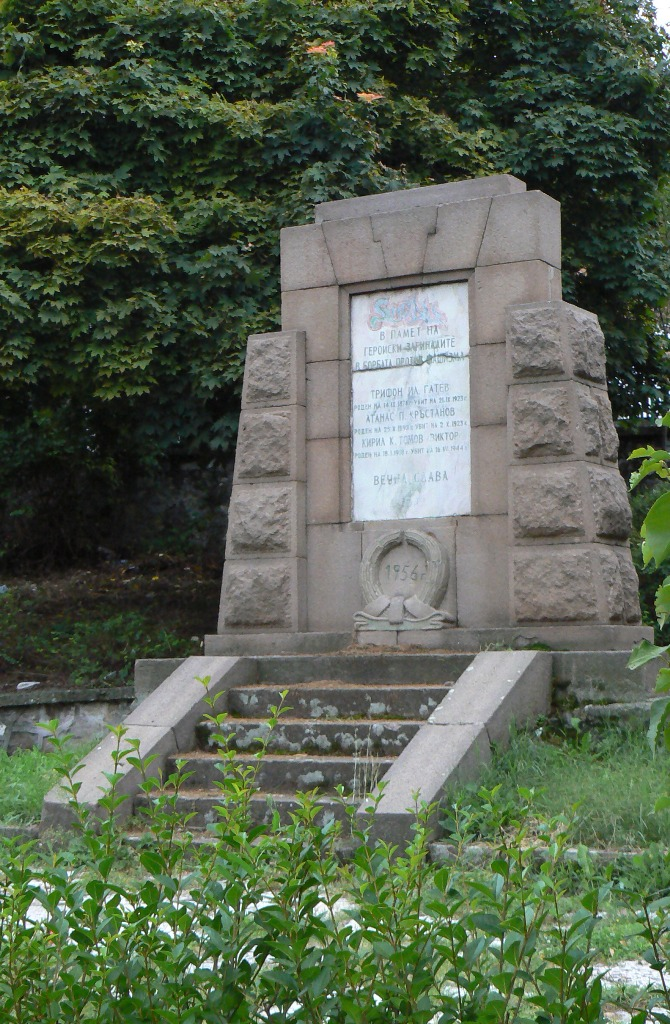
Pomnik pamięci ofiarom wojen